# Heinz-Peter Mielke
Heinz-Peter Mielke (* 7. April 1947 in Albersdorf (Süderdithmarschen)) ist ein deutscher Historiker und Museumsleiter.

## Leben
Mielke legte 1967 das Abitur am Goethe-Gymnasium in Frankfurt am Main ab. 1969 schloss er eine 1967 begonnene Banklehre ab. 1972–1976 studierte er Mittlere und Neuere Geschichte, Historische Hilfswissenschaften und Altgermanistik in Frankfurt am Main. Nach der Promotion 1977 war er im Museumswesen tätig, so 1977–1979 am privaten Glasmuseum Wertheim und bei der Stadt Wertheim am Main. In den Jahren 1979–1981 leitete er das Mindener Museum und war ab 1982 bis zum Ruhestand 2012 Direktor des Niederrheinischen Freilichtmuseums. Von 1998 bis 2013 war er als Lehrbeauftragter an der Universität  Essen tätig.

## Tätigkeit
Mielke veröffentlichte 1977 seine Dissertation über die Herren von Hattstein im Taunus, Die Niederadligen von Hattstein. (erschienen als Veröffentlichung der Historischen Kommission für Nassau XXIV) und 2022 die Geschichte der Herren von Reifenberg, zusammen mit Pfarrer Martin Hoffmann, dem Begründer des Geschichtsvereins Hochtaunus.
Aus Mielkes Museumstätigkeit heraus erschien eine Reihe von ausstellungsbegleitenden Publikationen, darunter Vom Bilderbuch des Kleines Mannes (Köln 1982), Wandeln über Dächern (Viersen 1986), Kriegsgefangenenarbeiten aus zwei Jahrhunderten (Viersen 1987), Kaffee-Tee-Kakao (Viersen 1988) und Aggression-Gewalt-Kriegsspiel (Grefrath 2001). Die Biographie des Speyerer Bischofs Marquard von Hattstein († 1561) führte ihn zu einer intensiven Beschäftigung mit dem süddeutschen Schwenkfeldertum und neuen Erkenntnissen zur Religiosität Maximilians II. und seines Umfelds, die in die Schrift Kirche im Geheimen. Orthodoxes und liberales Schwenkfeldertum in Süddeutschland und seine Auswirkung auf Geistesgeschichte und politisches Handeln in der Spätrenaissance (2. Bde., Nordhausen 2012) einflossen. Die Beschäftigung mit Ofenkacheln im Allgemeinen und speziell mit denen von Hans Berman geht auf Ausgrabungen der Jahre 1965–1967 auf dem Hattstein zurück (Ein hessischer Hafner und sein Werk: Hans Berman (in Kunst in Hessen und am Mittelrhein 1981)). In der Folgezeit beschäftigte Mielke sich intensiv mit der niederhessischen Wirtschaftsregion und ihren bis nach Skandinavien gehandelten Kachelprodukten. In diesem Zusammenhang konnte erstmalig Philipp Soldan aus Frankenberg als Modellschnitzer für Ofenkacheln nachgewiesen werden auch ergaben sich neue Erkenntnisse zum Gesamtwerk von Albert von Soest.

## Schriften (Auswahl)
- Die Niederadligen von Hattstein, ihre politische Rolle und soziale Stellung. Zur Geschichte einer Familie der mittelrheinischen Reichsritterschaft von ihren Anfängen bis zum Ende des Dreißigjährigen Krieges mit einem Ausblick bis auf das Jahr 1767. Historische Kommission für Nassau, Wiesbaden 1977 (zugl. Dissertation, Universität Frankfurt am Main, 1977).
- Kachelöfen selbst gebaut. R. Müller, Köln 1981, ISBN 3-481-24251-4.
- Hrsg.: Vom Bilderbuch des Kleinen Mannes über Sammelmarken, Sammelbilder und Sammelalben (= Schriften des Museumsvereines Dorenburg. Band 36). Rheinland-Verlag, Köln 1982, ISBN 3-7927-0677-6.
- Brennöfen selbst gebaut. R. Müller, Köln 1984, ISBN 3-481-25861-5.
- Wandeln über Dächern. Bedachungsmaterial in Vergangenheit und Gegenwart. Müsers, Viersen 1986, OCLC 901597454 (4. Aufl. 1993).
- Niederrheinisches Freilichtmuseum Grefrath mit Spielzeugmuseum Sammlung H. G. Klein. Westermann, Braunschweig 1988, OCLC 242339497.
- Kaffee, Tee, Kakao. Der Höhenflug der „warmen Lustgetränke“ (= Schriften des Museumsvereines Dorenburg. Band 41). Müsers, Viersen 1988, ISBN 3-924568-02-2.
- Kirche im Geheimen. Orthodoxes und liberales Schwenkfeldertum in Süddeutschland und seine Auswirkung auf Geistesgeschichte und politisches Handeln in der Spätrenaissance. Zwei Bände. Bautz, Nordhausen 2013: 1. Abhandlung und Studie, ISBN 978-3-88309-810-4; 2. Quellenedition und Dokumente, ISBN 978-3-88309-810-4.
- Hans Herk und das niederhessisch-waldeckische Ofenkartell. Studie zur Geschichte der Ofenkachel des 16. und frühen 17. Jahrhunderts und ihres Handels. Bunsoh, Plejaden 2017. ISBN 978-3-9816099-8-1